# Strada statale 38 dello Stelvio
La strada statale 38 del Passo Stelvio (SS 38, in tedesco Stilfserjochstraße) è una strada statale che collega la Valtellina con l'altoatesina Val Venosta attraverso il Passo dello Stelvio (2758 metri), per proseguire poi in Val d'Adige fino a raggiungere Bolzano.
A seguito dell'attuazione del decreto legislativo 2 settembre 1997, n° 320, dal 1º luglio 1998 il tratto altoatesino della strada, pur restando di proprietà statale (e mantenendo quindi classificazione amministrativa e numerazione) è stato dismesso dall'ANAS e assegnato in gestione alla Provincia autonoma di Bolzano. Sulla strada vige l'obbligo di transito con catene a bordo o pneumatici invernali dal 15 novembre al 15 aprile.

## Percorso
La strada ha origine nei pressi di Piantedo dalla strada statale 36 del Lago di Como e dello Spluga e termina a Bolzano innestandosi nella strada statale 12 dell'Abetone e del Brennero.
Nella parte iniziale il tracciato attraversa la Valtellina parallelamente al fiume Adda. Il tratto tra Piantedo e Sondrio è stato realizzato nel biennio 1809-1810. Nel suo percorso lungo la Valtellina, la strada tocca i principali abitati di Morbegno (ostico passaggio recentemente aggirato dalla variante di Morbegno inaugurata il 29 ottobre 2018), Sondrio (il cui attraversamento è evitato da una tangenziale costituita da una variante a scorrimento veloce e a carreggiata unica riservata ai veicoli motorizzati superiori a 125 cm³ di cilindrata) e Tirano. In questa tratta pianeggiante vengono attraversati o lambiti numerosi comuni e il limite di velocità è spesso di 70 km/h (con limitazioni a 50 km/h nei centri abitati).
Poco oltre Tirano, tra i comuni di Sernio e Bormio, il tracciato originale, che attraversava tutti i centri abitati di fondovalle e che fu danneggiato dall'alluvione del 1987, è stato dedicato alla viabilità locale e la moderna statale segue un percorso a scorrimento veloce senza attraversamenti urbani, senza incroci a raso e riservato ai veicoli motorizzati superiori a 125 cm³, con alcune gallerie.
A Bormio termina la variante e vi sono gli innesti con la ex strada statale 300 del Passo di Gavia e con la strada statale 301 del Foscagno. Oltrepassata questa importante località turistica, la strada risale la valle di Braulio, entrando nell'Alto Adige attraverso il passo dello Stelvio (alla ragguardevole quota di 2758 metri, che lo rende il secondo più alto valico europeo asfaltato dopo i 2770 m del francese Col de l'Iseran) e ridiscende in val Venosta attraversando gli abitati di Trafoi, Prato allo Stelvio, Lasa, Silandro e Merano. Nell'ultimo tratto, da Merano a Bolzano, il vecchio tracciato è stato affiancato da una superstrada denominata MeBo.
In seguito al decreto legislativo 2 settembre 1997, n° 320, dal 1º luglio 1998, la gestione del tratto tra il passo dello Stelvio (confine tra Lombardia e Trentino-Alto Adige) e il termine della strada (città di Bolzano) è passata dall'ANAS alla Provincia autonoma di Bolzano. Quest'ultima ha lasciato la classificazione e la sigla di statale (SS) alla strada, nonostante non lo sia più.
La strada venne progettata e costruita all'inizio del XIX secolo per ordine dell'Impero d'Austria per collegare la Lombardia al Tirolo senza dover passare in territorio veneziano o in territorio svizzero. Le maggiori difficoltà furono ovviamente il valicare il passo dello Stelvio, obiettivo che fu raggiunto, grazie all'opera progettata dall'ingegner Carlo Donegani il quale pensò a una strada con 34 tornanti sul versante valtellinese per superare 1.530 m di dislivello, mentre sul versante altoatesino, i 1870 m di dislivello furono superati con 48 tornanti.
La pendenza media è del 9% con poche punte all'11%, mantenuta appositamente bassa per consentire il passaggio ai carri trainati da cavalli. Fino al 1859 la strada venne mantenuta in perfetta efficienza e aperta anche durante l'inverno e lungo il percorso si trovavano 8 cantoniere per il ricovero dei viaggiatori e il cambio dei cavalli delle diligenze. Nei mesi invernali il trasporto di persone e di merce era garantito solo con slitte trainate da cavalli.

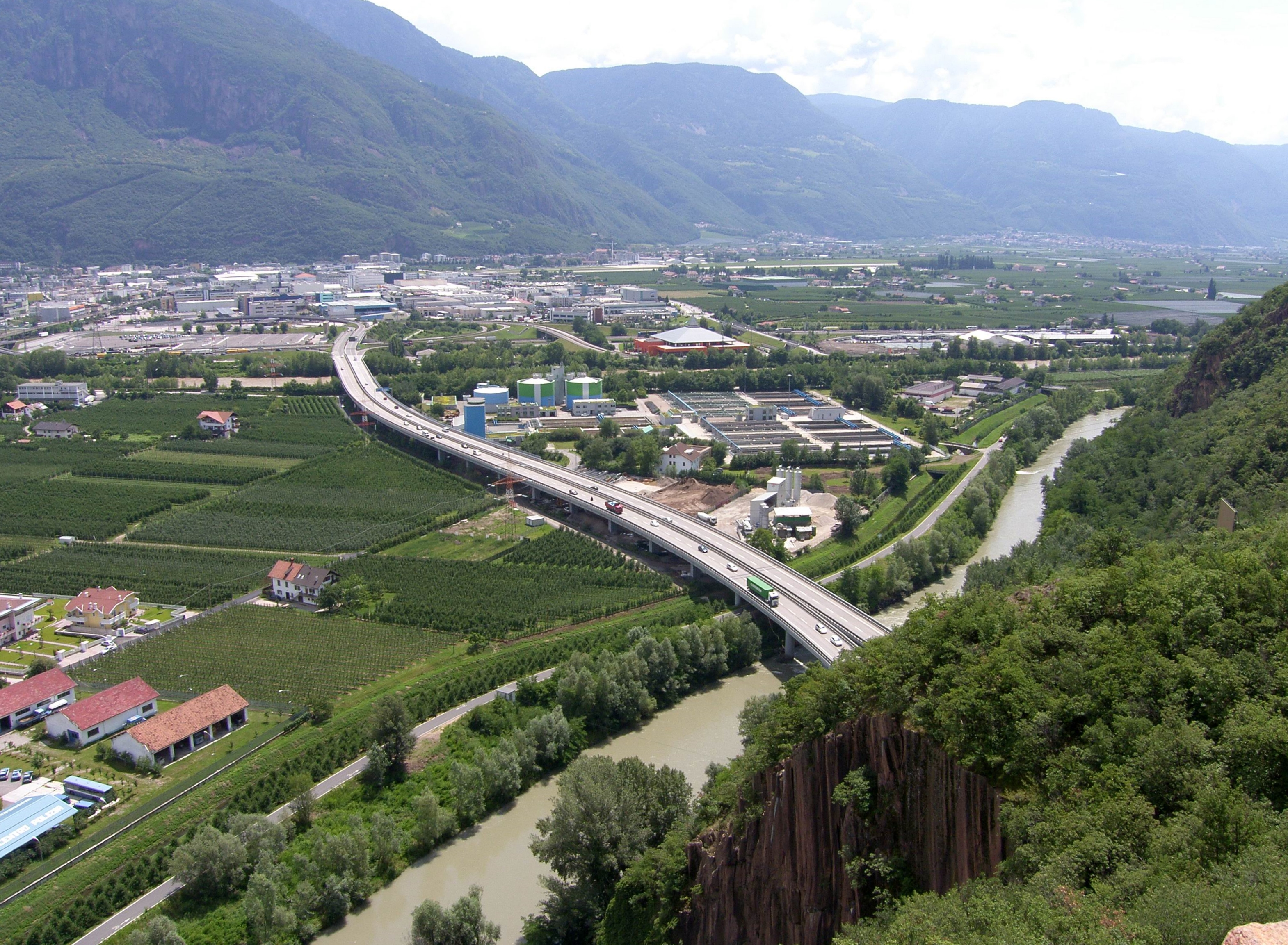
L'inizio della SS 38 a Bolzano
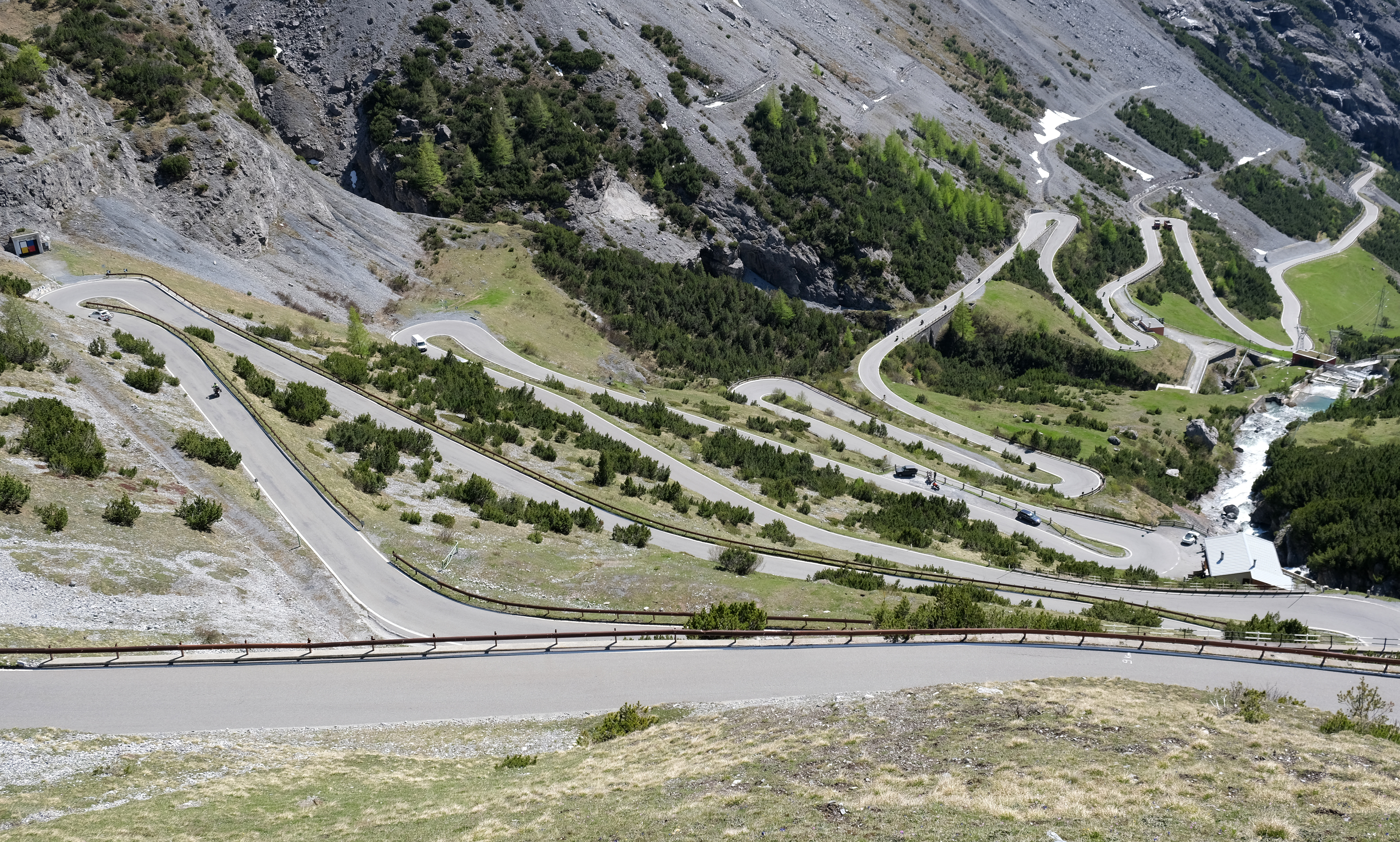
Il versante valtellinese dello Stelvio
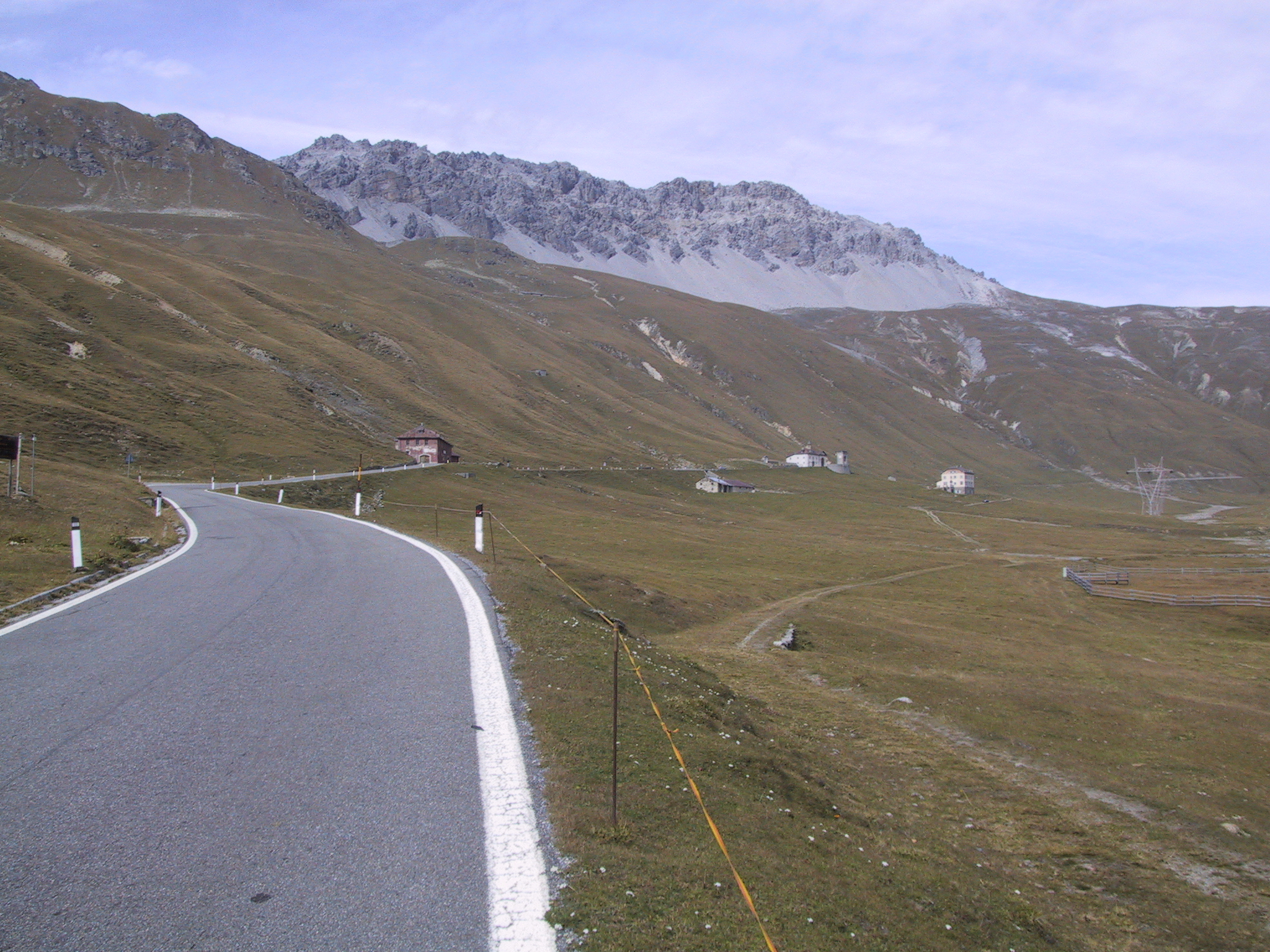
Il pian di Grembo
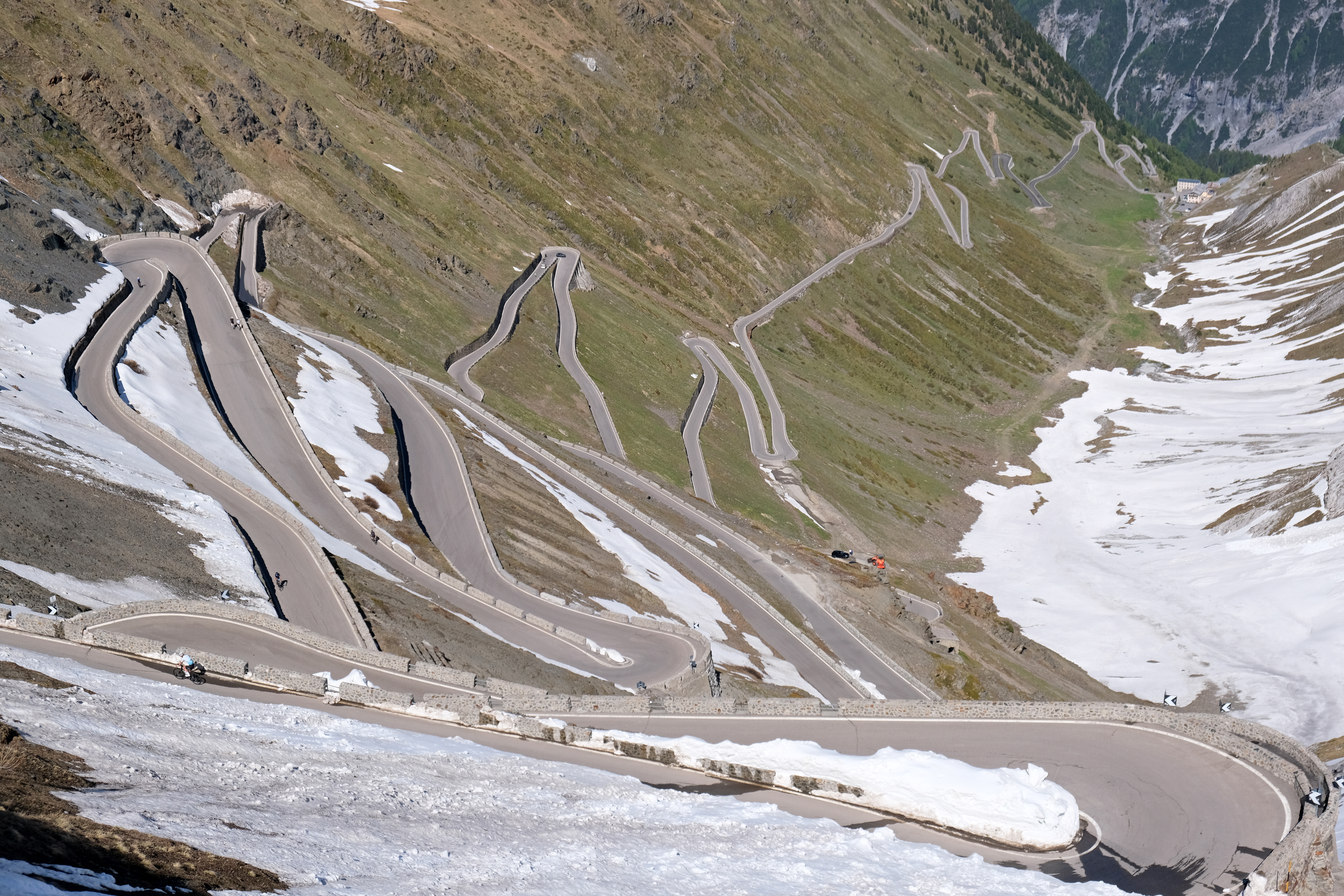
Il versante altoatesino dello Stelvio
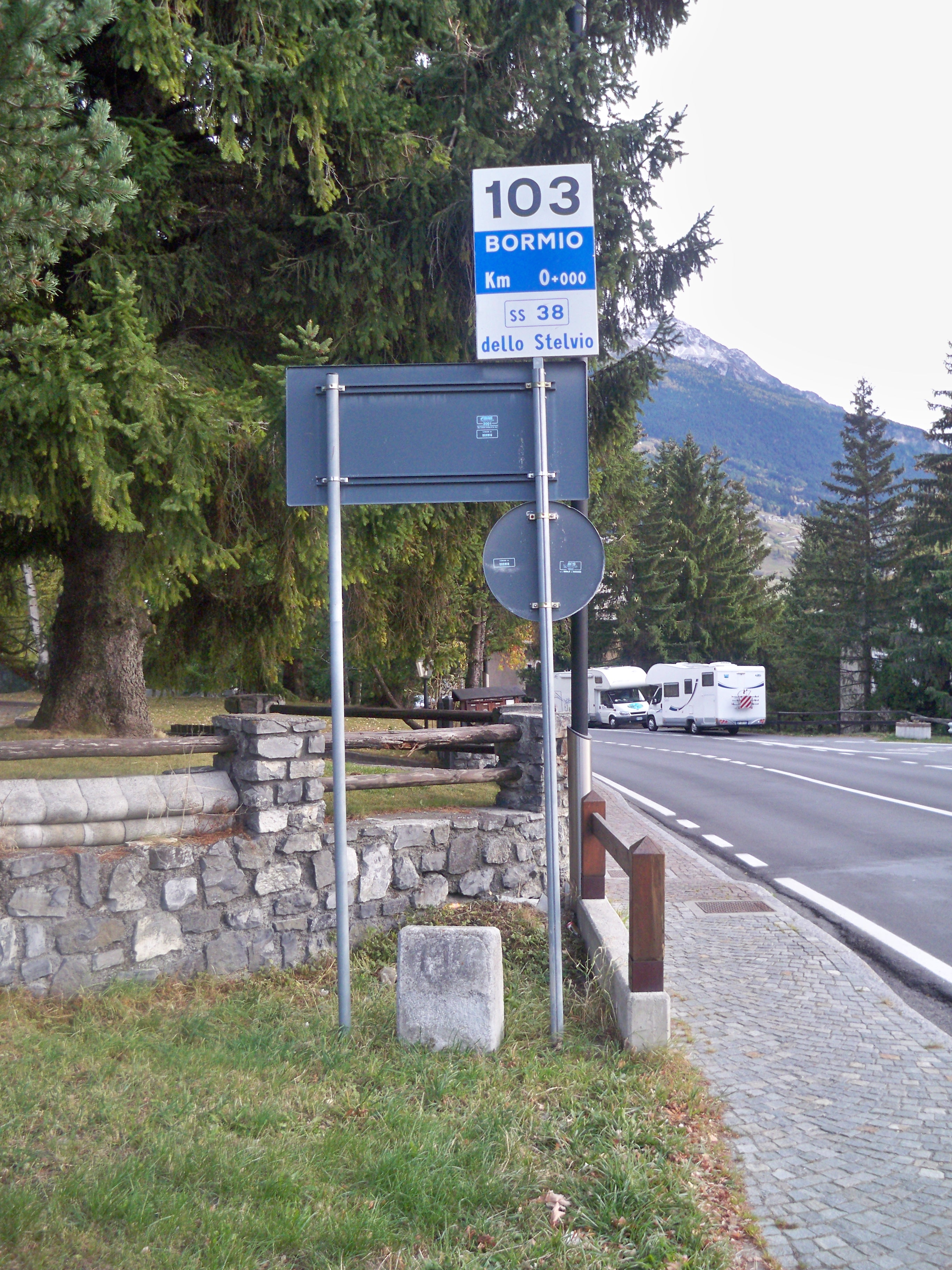
Pietra miliare a Bormio

## Nuova SS 38 dello Stelvio
Lungo la strada statale 38, che rappresenta l'arteria vitale di transito in Valtellina e un collegamento importante anche in Val Venosta (ossia nella tratta altoatesina), a causa dei numerosi centri abitati che vi sorgono, fra cui alcuni di medie dimensioni, sono stati approntati fin dagli anni '80 importanti lavori per la sua nuova realizzazione con percorso in variante con caratteristiche di superstrada, che a seconda dei tratti si differenzia in strada extraurbana principale (doppia corsia per senso di marcia e limite max di velocità fino a 110 km/h) e strada a scorrimento veloce riservata a veicoli a motore (singola corsia per senso di marcia, priva di incroci a raso, con limite max di velocità fino a 90 km/h).

## Variante di Morbegno (I Lotto)

### I stralcio A
Sono iniziati a febbraio 2009 i lavori per la realizzazione del tratto in variante fra l'inizio della SS 38 (dove vi è lo svincolo di Fuentes con la SS 36) e la periferia est di Morbegno.
Il 31 luglio 2013 è stato aperto il primo tratto di questa variante di 9 chilometri e 300 metri, fino al comune di Cosio Valtellino, a ovest di Morbegno, con due corsie per senso di marcia e limite 110 km/h.

### II stralcio
I lavori del secondo stralcio sono partiti a fine gennaio 2015 e si sono conclusi il 28 ottobre 2018, giorno dell'inaugurazione.
La variante, che si sviluppa da Cosio Valtellino allo svincolo per Tartano e che permette di oltrepassare Morbegno, è composta per i primi 300 metri in corrispondenza dello svincolo di Cosio Valtellino da due carreggiate bidirezionali e per il resto del tracciato da una sola carreggiata bidirezionale (nonostante fosse stata presa in considerazione anche una soluzione a doppia carreggiata con due corsie per senso di marcia per una migliore fluidità del traffico) per terminare in una rotatoria nel comune di Talamona dove si ricollega alla statale 38 per uno sviluppo di 9 chilometri e 600 metri.

## Tangenziale di Sondrio
La tangenziale di Sondrio collega la parte ovest alla parte est della città, aggirando il centro cittadino.
È una variante a scorrimento veloce e a carreggiata unica riservata ai veicoli motorizzati superiori a 125 cm³, con un limite max di velocità di 90 km/h, che termina da un lato su un passaggio a livello ferroviario. C'è un progetto di continuare la tangenziale oltrepassando la linea ferroviaria con un sovrappasso e terminare la tangenziale nel comune di Montagna in Valtellina. Il progetto non ha avuto ancora seguito.
A entrambe le estremità si ricollega con l'attuale SS 38. È di recente realizzazione una nuova rampa di uscita dalla tangenziale all'altezza di via Samaden che permette ai veicoli in marcia in direzione di Tirano di accedere alla zona est della città.

### Percorso
| Tangenziale di Sondrio |                                                                         |      |           |
| Tipo                   | Indicazione                                                             | ↓km↓ | Provincia |
|                        | Sondrio Viale dello Stadio solo uscita dir. est solo entrata dir. ovest | 35   | SO        |
|                        | Sondrio Via Vanoni                                                      | 37   | SO        |
|                        | Sondrio Via Samaden                                                     | 38   | SO        |
|                        | Sondrio Via Europa solo uscita in dir. ovest solo entrata dir. ovest    | 39,5 | SO        |
|                        | Sondrio Via Stelvio                                                     | 40,5 | SO        |

## Variante di Tirano (IV Lotto)
È in fase progettuale la variante, che si svilupperà dallo svincolo di Bianzone allo svincolo La Ganda e che permetterà di oltrepassare Tirano, sarà composta da una sola carreggiata bidirezionale per uno sviluppo di 6,615 km.
Il progetto prevede la realizzazione di due viadotti e di due gallerie.

## Variante Sernio-Bormio
Superato il centro di Tirano, il nuovo tracciato devia da quello storico, proseguendo con le caratteristiche di una strada extraurbana secondaria riservata ai veicoli motorizzati superiori a 125 cm³, con un limite max di velocità di 90 km/h.
Il tracciato scorre lungo il fondovalle incrociando più volte il corso del fiume Adda, tramite viadotti e gallerie; si allaccia più volte alla vecchia statale tramite svincoli sopra e sottoelevati.
La superstrada era stata prevista per i Mondiali di sci alpino del 1985, ma rallentamenti nei lavori e la successiva frana del 1987, fecero slittare l'inaugurazione dopo la metà degli anni '90, da allora il tracciato storico costituisce la strada provinciale 27 per il Passo dello Stelvio.

### Percorso
| Variante Sernio-Bormio |      |                                                                                 |      |           |
| Note                   | Tipo | Indicazione                                                                     | ↓km↓ | Provincia |
| ↑ ↓                    |      | Sernio solo in dir. nord                                                        | 68   | SO        |
|                        |      | Lovero                                                                          | 70   | SO        |
|                        |      | Vervio Tovo di Sant'Agata                                                       | 71   | SO        |
|                        |      | Mazzo di Valtellina Vione                                                       | 72,5 | SO        |
|                        |      | Grosio Grosotto                                                                 | 76,5 | SO        |
| ↓                      |      | Sondalo Ospedale di Sondalo Mondadizza Bolladore                                | 83,5 | SO        |
|                        |      | Le Prese                                                                        | 86   | SO        |
|                        |      | Valdisotto loc. Aquilone solo entrata nella sola dir. sud                       | 93   | SO        |
|                        |      | Valdisotto loc. Dosso                                                           | 99   | SO        |
| ↑                      |      | Bormio del Foscagno:Livigno SS 300 del Passo di Gavia: Valfurva, Ponte di Legno | 100  | SO        |

## Variante di S. Lucia (VI Lotto)
Il 12 dicembre 2016 è stata inaugurata la variante, detta anche Tangenziale di Bormio, che permette di snellire il traffico proveniente da Sondrio in direzione Livigno oltrepassando la frazione di Valdisotto Santa Lucia e la città di Bormio. Composta da una sola carreggiata bidirezionale per uno sviluppo di 1,43 km, la variante è costituita da un viadotto sul fiume Adda e da una galleria.

## Superstrada Merano-Bolzano (MEBO)

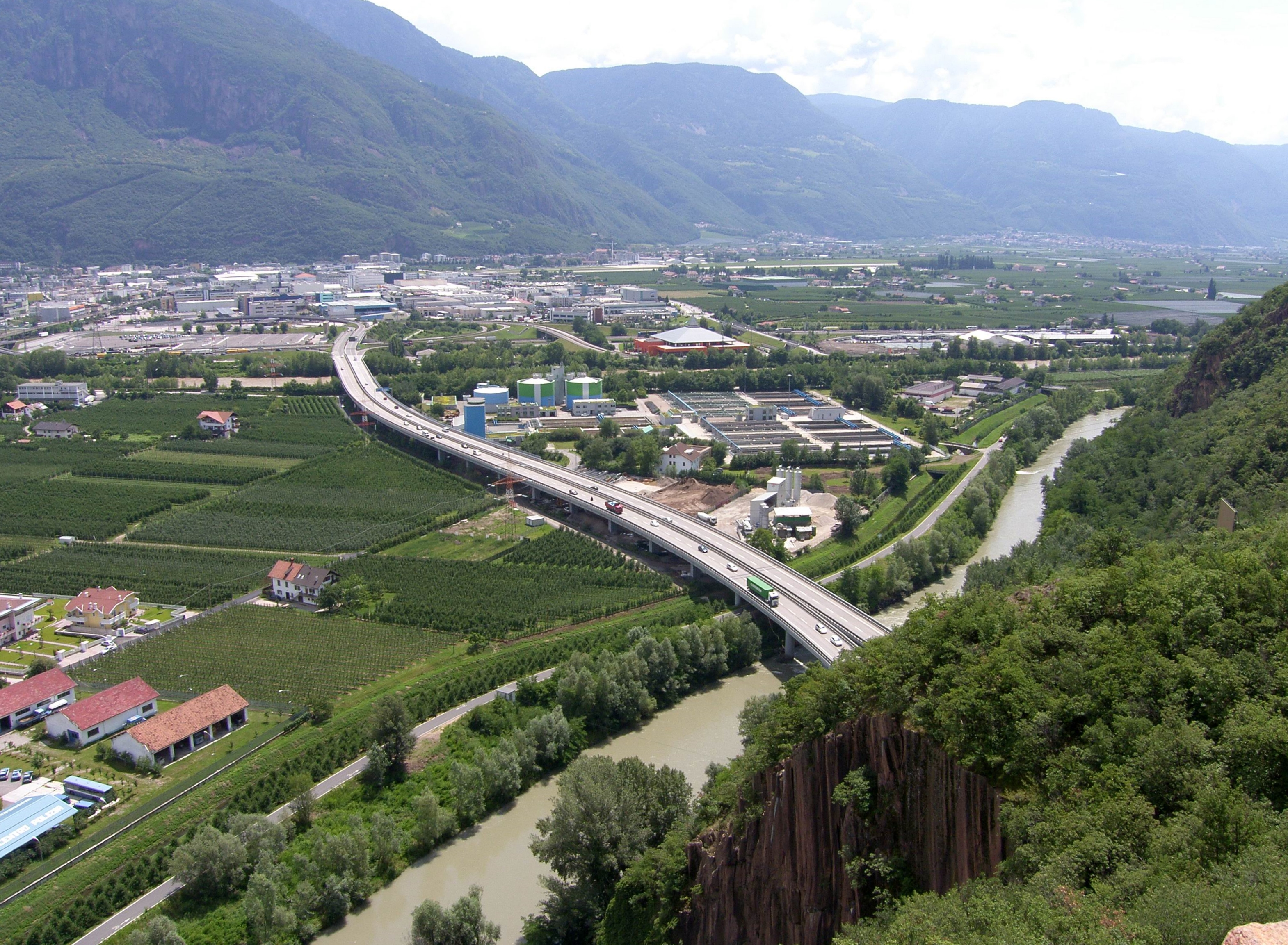
Il tratto della MeBo quando esce da Bolzano

Da Merano a Bolzano il tracciato originale della SS 38 è stato affiancato da un nuovo percorso in variante, con caratteristiche di superstrada (carreggiate separate, due corsie per ogni senso di marcia). Presenta la segnaletica di strada extraurbana principale, limitata però solo agli ingressi (manca la segnaletica di fine strada extraurbana principale sulla maggior parte delle rampe di uscita). Il limite di velocità è posto a 110 km/h, a esclusione del tratto tra l'uscita per Appiano e lo svincolo d'innesto con la A22, dove il limite scende a 90 km/h.
La MEBO, come viene chiamata l'arteria, inizia a Foresta (Forst), frazione di Lagundo, funge da tangenziale esterna all'abitato di Merano e percorre la valle dell'Adige sino a Bolzano, mantenendosi in prossimità della riva destra del fiume. Al termine, si innesta nell'autostrada del Brennero.

## Altre varianti
Considerate come opere di seconda fase di cui non esiste ancora nessun progetto sono la Variante Tartano-Sondrio (II Lotto), la Variante Tresivio-Stazzona (III Lotto) e il completamento della Tangenziale di Sondrio (VII Lotto). Il Lotto V riguarda invece la SS36 Riqualifica Gera Lario - Chiavenna.